# DUO (gehandicaptenvoertuig)
De DUO is een driewielig gemotoriseerd gehandicaptenvoertuig voor mensen met een mobiliteitsbeperking dat van 1961 tot 1991 werd geproduceerd in Oost-Duitsland, na de Duitse hereniging in Duitsland.

## Geschiedenis
Eind jaren veertig begon de firma Louis Krause uit Leipzig, opgericht in 1880, met de productie van gehandicaptenvoertuigen. Door kleine productieaantallen en onvoldoende bronnen is er weinig bekend over de producten uit deze tijd. Er waren verschillende ontwerpen, die blijkbaar grotendeels door het bedrijf Krause waren gemodificeerd of door het bedrijf zelf werden geproduceerd.
Op de Leipziger Herbstmesse in 1954 werden verschillende gehandicaptenvoertuigen van Krause tentoongesteld, die waren uitgerust met een MAW-hulpmotor of een aangepaste IFA RT 125-motor. In 1955 werd met de Krause Piccolo Trumpf de basis gelegd voor een hele reeks gemotoriseerde gehandicaptenvoertuigen, waar onder meer de Piccolo Duo 1-4 uit voortkwam. In 1956 werd begonnen met de productie van de Motor-Selbstfahrer Typ 330, uitgerust met een Simson SR1-motor. Dit voertuig werd echter niet door Krause zelf geproduceerd maar bij VEB Medizintechnik Dohna.
In 1961 werden de eerste tweepersoons Piccolo DUO-voertuigen afgeleid van de Piccolo Trumpf nadat in hetzelfde jaar op de Leipziger Frühjahrsmesse een tweepersoons dwergauto met aluminium carrosserie en 150 cc-motor was gepresenteerd, die echter niet in serieproductie ging. Terwijl de DUO in 1970 zijn definitieve vorm kreeg en tot 1991 vrijwel ongewijzigd werd geproduceerd, eindigde de productie van de eenpersoons Trumpf-modellen in 1975, op het laatst als Trumpf/7.
De DUO is grotendeels gemaakt van (deels gemodificeerde) componenten van de Simson Schwalbe en wordt daarom vaak aangezien voor een Simson-voertuig. De eigenlijke fabrikant Krankenfahrzeugfabrik Krause werd in 1972 gedeeltelijk genationaliseerd en produceerde vanaf dat moment alleen nog rolstoelen zonder motor. De productie van de gemotoriseerde gehandicaptenvoertuigen ging echter door in het staatsbedrijf VEB Fahrzeugbau und Ausrüstungen Brandis.
In 1981 werd het bedrijf hernoemd en als fabriek 5 opgenomen in de VEB Robur-Werke Zittau. In 1990 werd de fabriek afgesplitst van het Industrieverband Fahrzeugbau en ondergebracht in een zelfstandige onderneming Fahrzeugbau und Ausrüstungen Brandis GmbH.
In maart 1991 eindigde de productie van de DUO's in Brandis met het verstrijken van de Allgemeine Betriebserlaubnis (ABE, "algemene gebruikstoestemming") van het Kraftfahrt-Bundesamt (KBA), de Duitse overheidsdienst voor het wegverkeer. Op 31 december 1991 werd ook de productie van reserveonderdelen stopgezet. In 1992 werden de productiefaciliteiten door de Treuhandanstalt verkocht aan een bedrijf in Bohmte bij Osnabrück.

### Verkoop en export
De goedkeuring om een gloednieuw DUO aan te schaffen werd in de DDR op aanvraag door de lokale sociale of ziektekostenverzekeraar uitsluitend verstrekt aan lichamelijk gehandicapten, die vervolgens met een toestemmingsbewijs zonder lange wachttijden voor ongeveer 2900 Oost-Duitse mark een DUO konden kopen bij een van de fabrikanten. Eventuele werkplaatskosten werden gedekt door de verzekering en na zes jaar werd er een nieuwe DUO beschikbaar gesteld. Tweedehands DUO's konden vervolgens worden gekocht en bestuurd door niet-lichamelijk gehandicapten.
De gehandicaptenvoertuigen uit Brandis werden ook geëxporteerd. De belangrijkste afnemer was de Volksrepubliek Polen, waar 50% van de totale productie heen ging. Een ander exportland was de Volksrepubliek Albanië.

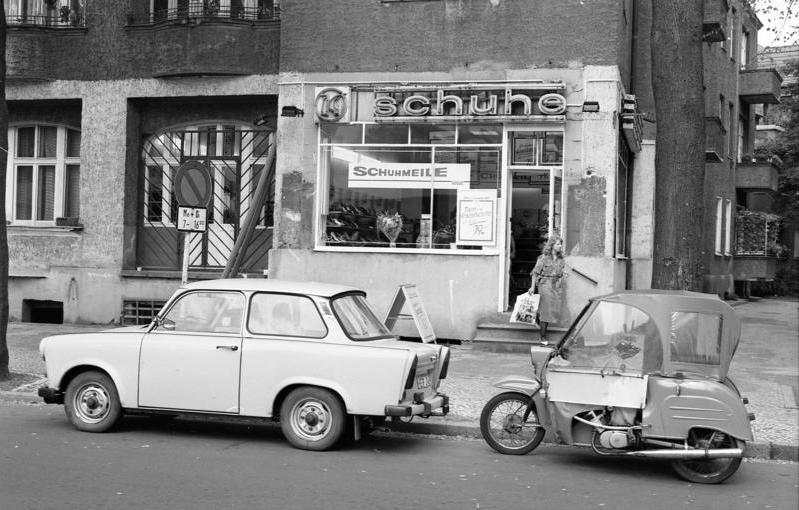
DUO met originele motor, maar met kickstarter (in plaats van hendel)
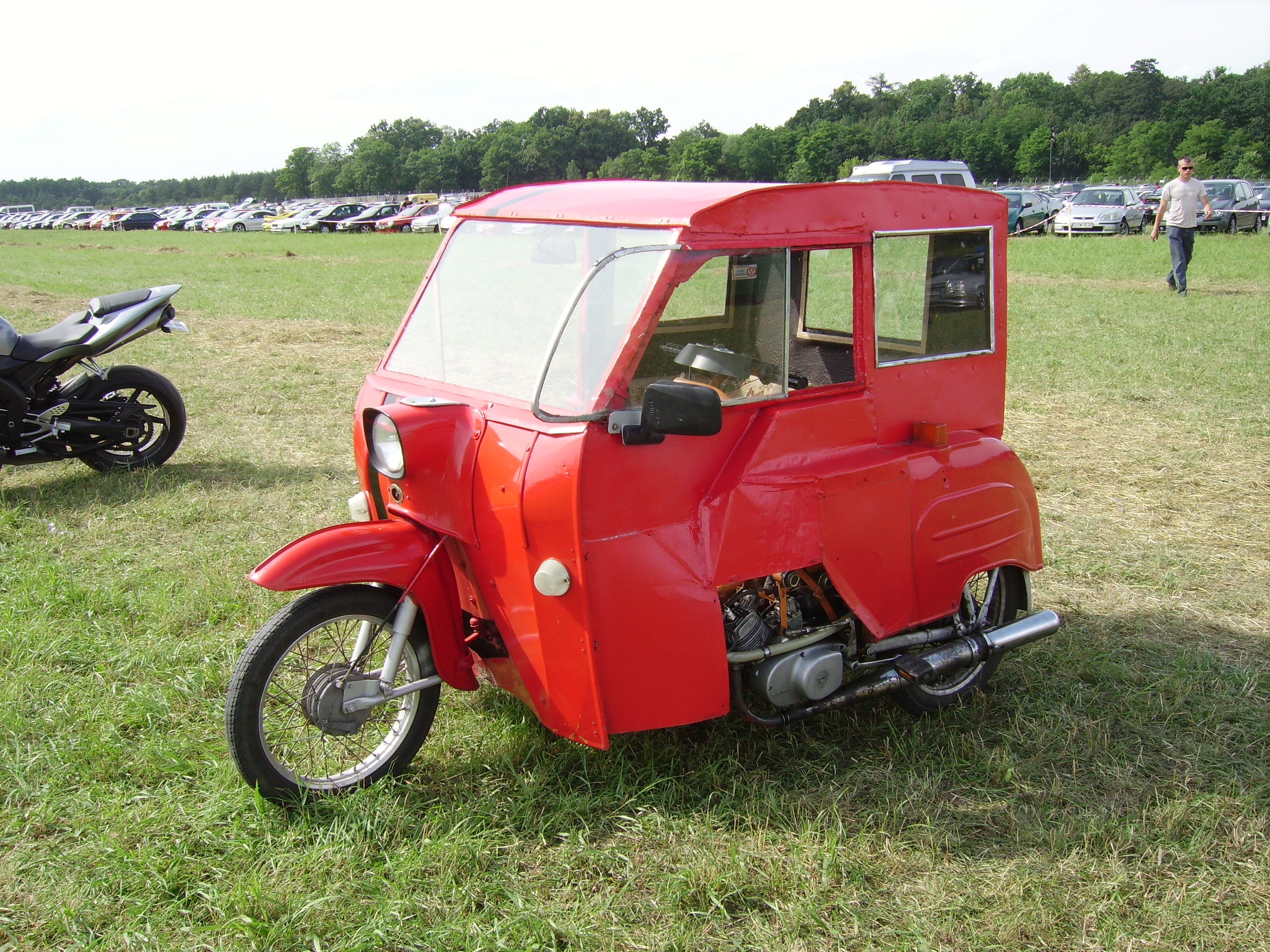
DUO met een zelfgebouwde dakconstructie en een zelfgemaakt pedaal om de motor met de voet te starten
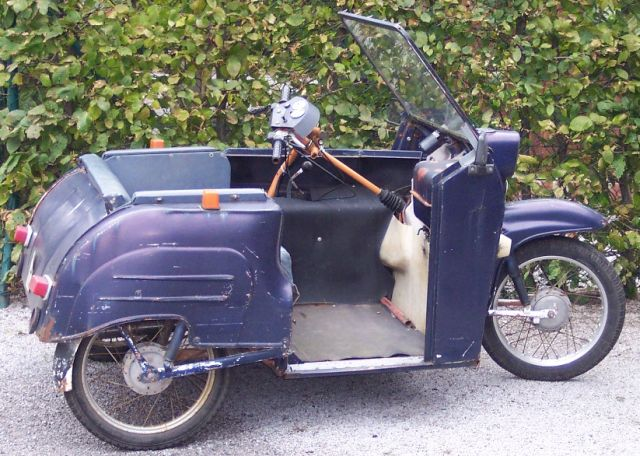
DUO zonder dak
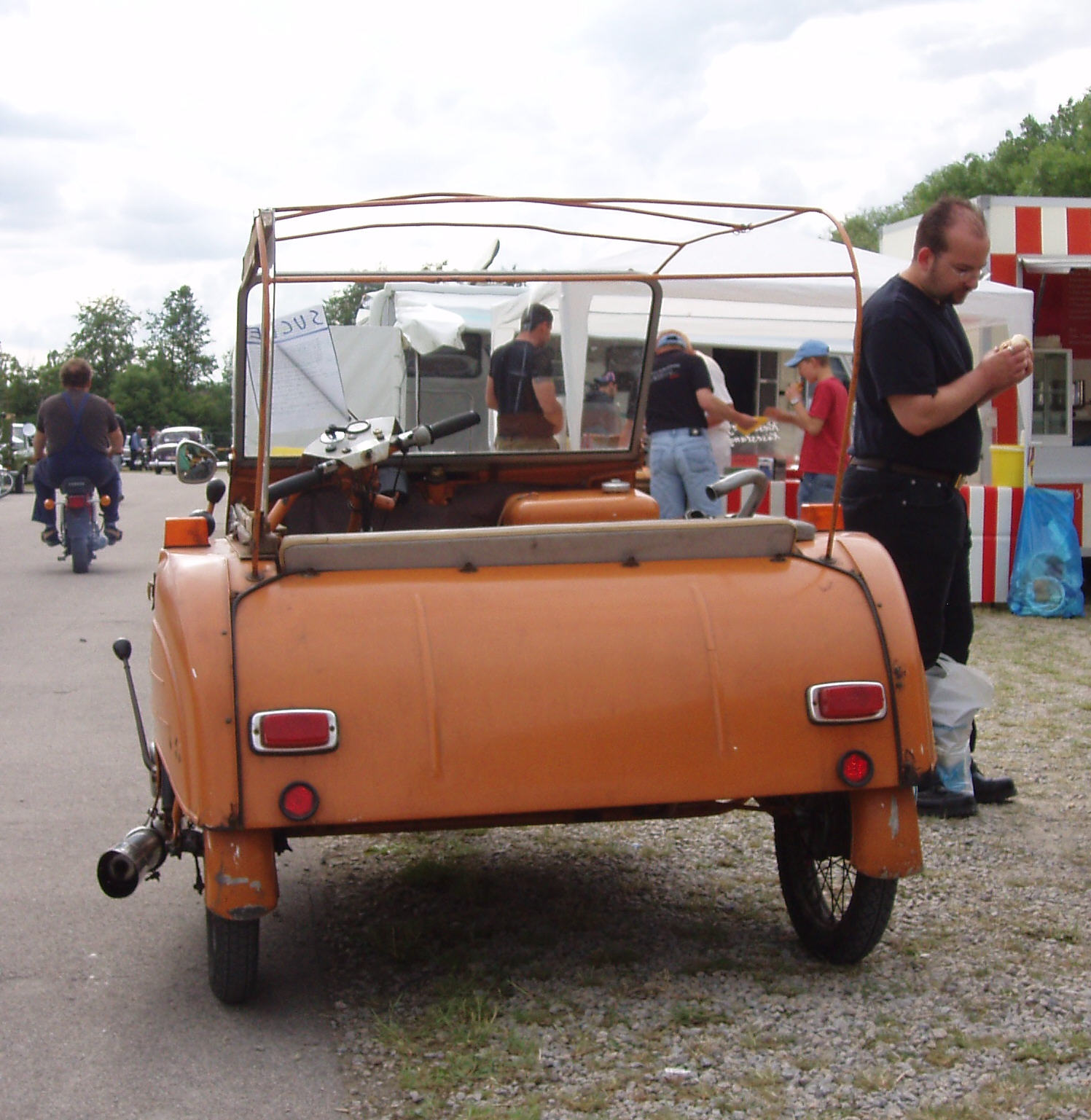
DUO van achteren met de originele hendel voor het starten van de motor